# Verquin
Verquin és un municipi francès situat al departament del Pas de Calais i a la regió dels Alts de França. L'any 2007 tenia 3.241 habitants.

## Demografia

### Població
El 2007 la població de fet de Verquin era de 3.241 persones. Hi havia 1.228 famílies de les quals 271 eren unipersonals (114 homes vivint sols i 157 dones vivint soles), 388 parelles sense fills, 447 parelles amb fills i 122 famílies monoparentals amb fills.
La població ha evolucionat segons el següent gràfic:
Habitants censats

### Habitatges
El 2007 hi havia 1.303 habitatges, 1.258 eren l'habitatge principal de la família, 1 era una segona residència i 44 estaven desocupats. 1.273 eren cases i 29 eren apartaments. Dels 1.258 habitatges principals, 853 estaven ocupats pels seus propietaris, 391 estaven llogats i ocupats pels llogaters i 14 estaven cedits a títol gratuït; 1 tenia una cambra, 34 en tenien dues, 94 en tenien tres, 389 en tenien quatre i 739 en tenien cinc o més. 948 habitatges disposaven pel capbaix d'una plaça de pàrquing. A 587 habitatges hi havia un automòbil i a 487 n'hi havia dos o més.

### Piràmide de població
La piràmide de població per edats i sexe el 2009 era:
| Homes | Edats   | Dones |
| ----- | ------- | ----- |
| 0     | 95 o +  | 4     |
| 3     | 90 a 94 | 4     |
| 4     | 85 a 89 | 32    |
| 14    | 80 a 84 | 49    |
| 36    | 75 a 79 | 50    |
| 50    | 70 a 74 | 58    |
| 79    | 65 a 69 | 47    |
| 78    | 60 a 64 | 82    |
| 64    | 55 a 59 | 60    |
| 142   | 50 a 54 | 146   |
| 109   | 45 a 49 | 178   |
| 138   | 40 a 44 | 92    |
| 130   | 35 a 39 | 132   |
| 117   | 30 a 34 | 97    |
| 107   | 25 a 29 | 88    |
| 74    | 20 a 24 | 113   |
| 132   | 15 a 19 | 116   |
| 147   | 10 a 14 | 126   |
| 102   | 5 a 9   | 93    |
| 105   | 0 a 4   | 51    |

## Economia
El 2007 la població en edat de treballar era de 2.134 persones, 1.458 eren actives i 676 eren inactives. De les 1.458 persones actives 1.245 estaven ocupades (681 homes i 564 dones) i 213 estaven aturades (110 homes i 103 dones). De les 676 persones inactives 241 estaven jubilades, 149 estaven estudiant i 286 estaven classificades com a «altres inactius».

### Ingressos
El 2009 a Verquin hi havia 1.281 unitats fiscals que integraven 3.273,5 persones, la mediana anual d'ingressos fiscals per persona era de 15.911 €.

### Activitats econòmiques
Dels 63 establiments que hi havia el 2007, 2 eren d'empreses alimentàries, 1 d'una empresa de fabricació de material elèctric, 3 d'empreses de fabricació d'altres productes industrials, 16 d'empreses de construcció, 11 d'empreses de comerç i reparació d'automòbils, 7 d'empreses de transport, 3 d'empreses d'hostatgeria i restauració, 1 d'una empresa d'informació i comunicació, 4 d'empreses financeres, 1 d'una empresa immobiliària, 1 d'una empresa de serveis, 9 d'entitats de l'administració pública i 4 d'empreses classificades com a «altres activitats de serveis».
Dels 23 establiments de servei als particulars que hi havia el 2009, 1 era una oficina de correu, 2 funeràries, 1 taller de reparació d'automòbils i de material agrícola, 1 paleta, 1 guixaire pintor, 1 fusteria, 3 lampisteries, 7 electricistes, 2 empreses de construcció, 2 perruqueries, 1 restaurant i 1 agència immobiliària.
Dels 5 establiments comercials que hi havia el 2009, 1 era un supermercat, 2 botiges de menys de 120 m², 1 una botiga de menys de 120 m² i 1 una fleca.
L'any 2000 a Verquin hi havia 6 explotacions agrícoles que ocupaven un total de 312 hectàrees.

## Equipaments sanitaris i escolars
L'únic equipament sanitari que hi havia el 2009 era una farmàcia.
El 2009 hi havia una escola elemental.

## Poblacions més properes
El següent diagrama mostra les poblacions més properes.